# Ryan Dungey

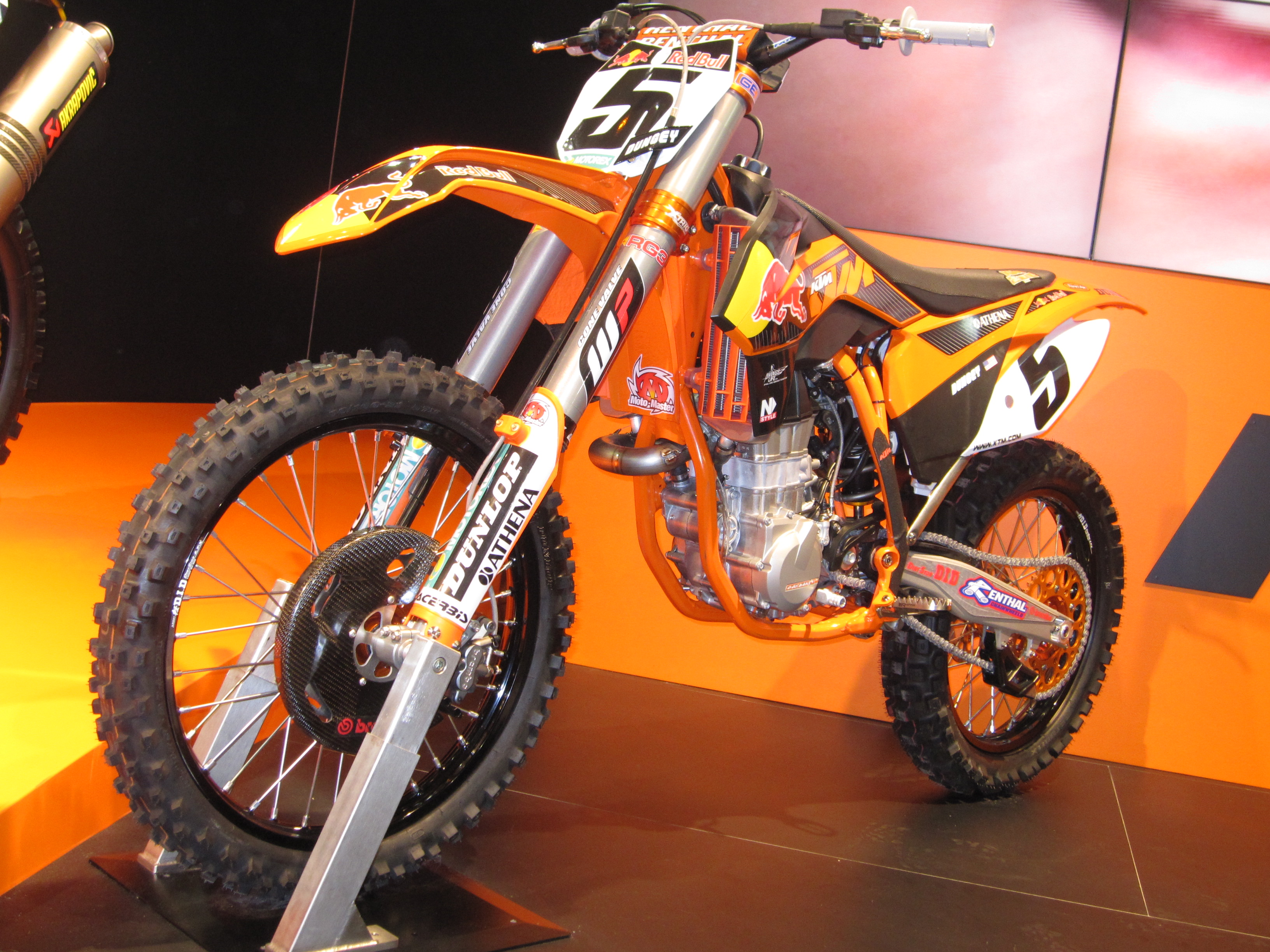
Ktm 450 sx-f

Ryan Dungey (* 4. prosince 1989) je americký profesionální motokrosový závodník, který soutěží v mistrovství AMA Superkrosu a Motokrosu. Ryan Dungey jezdí třídu 450 cm³ Monster Energy Supercross šampion a AMA 450 Motocross šampion. Byl třikrát mistrem světa v největším mezinárodním motokrosovém závodě na Motocross des Nations a vyhrál šest hlavních šampionátů AMA.